# Цергова, Йитка
Йитка Цергова (чеш. Jitka Cerhová; род. 1947) — чешская киноактриса, известная как исполнительница одной из главных ролей в фильме Веры Хитиловой «Маргаритки».
Выросла в городе Либерец. В 1965 году, будучи школьницей, принимала участие в Спартакиаде в Праге, где её увидел и пригласил на кастинг муж Веры Хитиловой, кинооператор Ярослав Кучера. По словам Церговой, она совершенно не хотела сниматься в кино, но встреча с Хитиловой и художницей по костюмам Эстер Крумбаховой изменила её жизнь, хотя во время съёмок она и не очень понимала, что именно происходит: «Эти женщины являли собой высокую степень свободы», благодаря им «в воздухе уже витало что-то от 1968 года». Дружбу с Хитиловой Цергова сохранила до конца жизни режиссёра.
После этого Цергова снялась в ещё нескольких фильмах Чехословацкой новой волны, её последней работой в кино стала небольшая роль в фильме Хитиловой «Ставка — яблоко» (1977). Также работала манекенщицей; в дальнейшем вышла замуж за иностранца и поселилась во Франции.